# Kalcijum hlorat
Kalcijum hlorat je kalcijumova so hlorne kiseline sa formulom . Poput kalijum hlorata, on je jak oksidans, i može se koristiti u pirotehničkim formulacijama. On je kristalna supstanca. Kalcijum hlorat može da eksplodira kada se jako zagreje, ili u prisustvu redukujućih agenasa, kao što su organske materije.
On se može formirati oksidacijom kalcijum hlorida jakim oksidacionim agensom.